# Сало, Сами
Са́ми Са́кари Са́ло (фин. Sami Sakari Salo; 2 сентября 1974, Турку, Финляндия) — финский хоккеист, защитник. Завершил карьеру игрока в 2014 году. В Национальной хоккейной лиге провёл 15 сезонов, выступая за клубы «Оттава Сенаторз», «Ванкувер Кэнакс» и «Тампа-Бэй Лайтнинг».
Воспитанник хоккейной школы ТуТо (Турку). Выступал за ТПС (Турку), «Йокерит» (Хельсинки), «Оттава Сенаторз», «Детройт Вайперс» (IHL), «ХК Фрёлунда».
В составе национальной сборной Финляндии участник зимних Олимпийских игр 2002, 2006, 2010 и 2014 годов, участник чемпионатов мира 2001 и 2004 года, участник Кубка мира (2004).

## Достижения
- Чемпион СМ-Лиги в составе ТПС (1995)
- Серебряный призёр СМ-Лиги в составе ТПС (1996, 1997)
- Чемпион Евролиги (1997)
- Бронзовый призёр СМ-Лиги в составе «Йокерита» (1998)
- Серебряный призёр Чемпионата мира по хоккею в 2001 году
- Финалист Кубка мира (2004)
- Чемпион Шведской элитной серии в составе Фрёлунда (2005).
- Серебряный призёр Олимпийских игр в 2006 году
- Бронзовый призёр Олимпийских игр в 2010 году
- Бронзовый призёр Олимпийских игр в 2014 году

## Статистика
| Легенда | Легенда                    | Легенда | Легенда                   | Легенда | Легенда    |
| ------- | -------------------------- | ------- | ------------------------- | ------- | ---------- |
| И       | Количество проведённых игр | Штр     | Штрафное время            | +/−     | Плюс-минус |
| Г       | Голы                       | П       | Голевые передачи          | О       | Очки       |
| -       | Статистика неизвестна      | —       | Статистика не учитывалась |         |            |